# Fockea

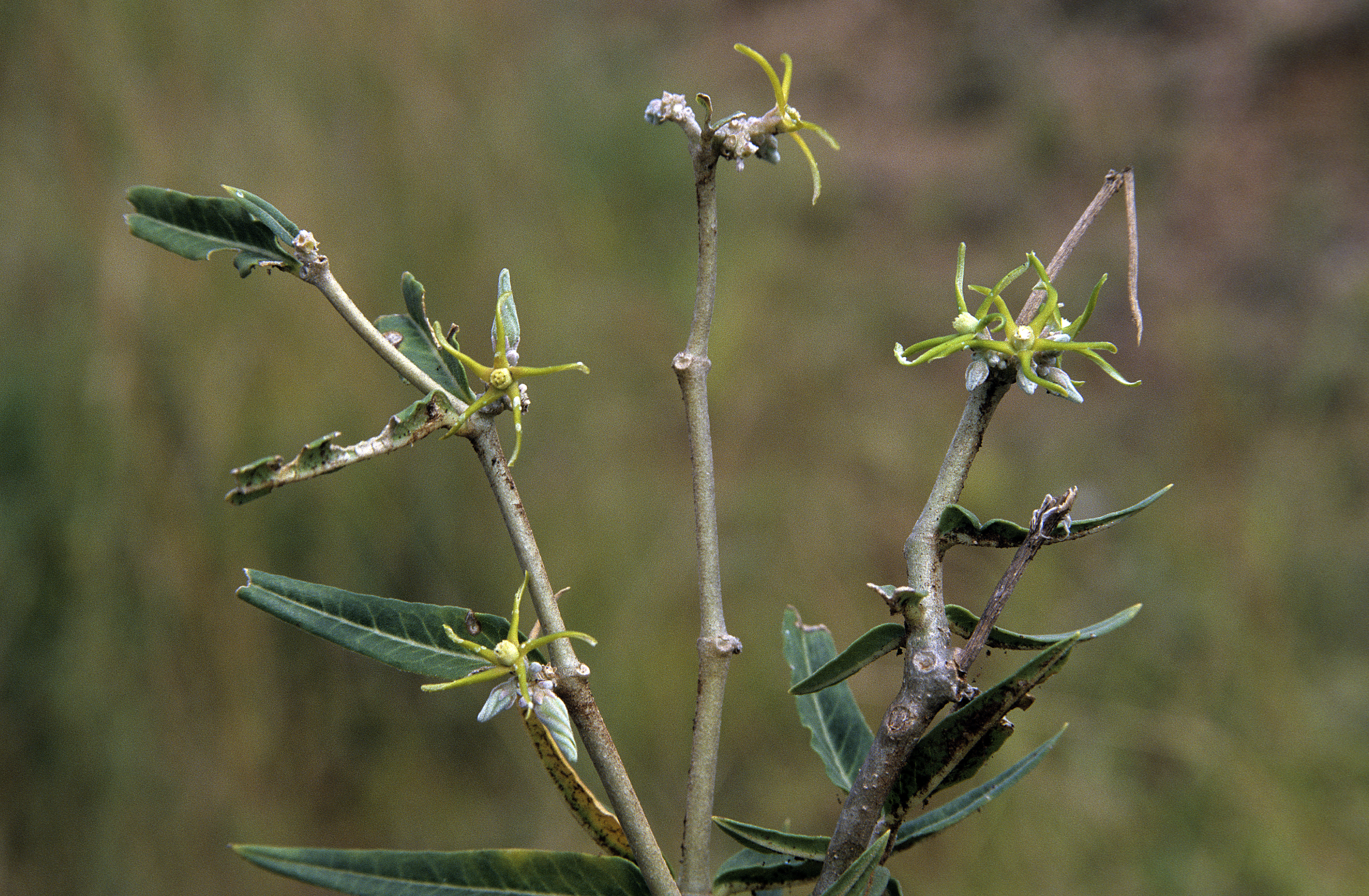
Fockea angustifolia, Zweig mit Blättern und Blüten

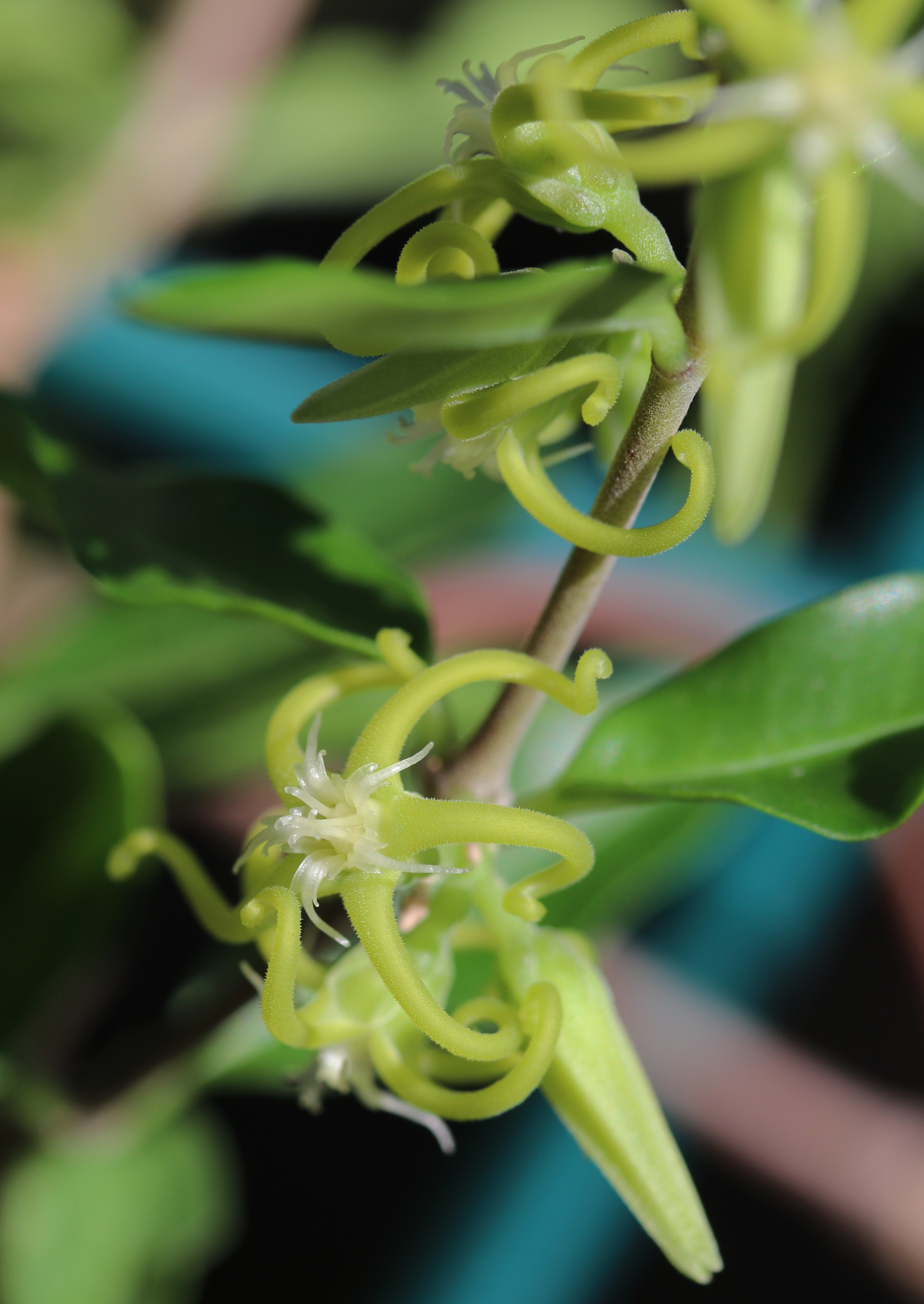
Blüten an Fockea edulis

Fockea ist eine Pflanzengattung in der Unterfamilie der Seidenpflanzengewächse (Asclepiadoideae), die zur Familie der Hundsgiftgewächse (Apocynaceae) gerechnet wird. Benannt ist die Gattung nach dem holländischen Botaniker Charles Focke.

## Beschreibung

### Vegetative Merkmale
Die Arten der Gattung wachsen als verholzende Geophyten, die Wurzelknollen ausbilden und weißen Milchsaft beinhalten. Die aufrechten, manchmal auch liegenden Triebe sind oft windend und drehrund. Sie erreichen 1 bis 8 Millimeter im Durchmesser, eine Ausnahme bilden die bis armdicken Triebe von Fockea multiflora, und sind oft ausdauernd. Die sitzenden bis kurz gestielten Blätter sind linealisch-elliptisch bis breit eiförmig geformt. Sie können bald abfallen oder auch mehrere Jahre an der Pflanze verbleiben. Die oft vorhandenen Nebenblattrudimente sind pfriemlich und membranartig.

### Generative Merkmale
Die sitzenden oder kurz gestielten Blütenstände werden seitlich, außerhalb der Achseln gebildet. Es sind mehrere Einzelblüten pro Blütenstand vorhanden und sie stehen in einer Scheindolde bis gebüschelt an kurzen Stielen. Die Kelchblätter sind dreieckig bis lanzettlich geformt. Die etwa 5 bis 15 Millimeter lange Knospe ist verdreht. Die zylindrische bis glockige Kronröhre ist kürzer als die mehr oder weniger verdrehten Kronzipfel. Die grün oder gelb gefärbten Kronzipfel sind innen papillös oder mit Flaumhaaren besetzt und an den Rändern zurück gebogen. Die zweireihige Nebenkrone ist sitzen und mehr oder weniger zylindrisch verwachsen. Sie enthält reichlich Nektar und ist längsgefurcht bis geriefelt. Die interstaminale Nebenkrone ist als Saum verwachsen und am Rand leicht mit Zähnen besetzt. Bei der staminalen Nebenkrone wird ein dreizipfeliger äußerer Fortsatz ausgebildet, der einen inneren tiefer liegenden Fortsatz mehr oder weniger umschließt. Das Gynostegium ist sitzend. Die dreieckig bis eiförmigen Staubbeutel stehen aufrecht und tragen an der Spitze einen eiförmigen, sterilen, durchscheinenden und aufgeweiteten Fortsatz, der höher als der Griffel steht und diesen verdeckt. Die eiförmigen bis breit ellipsoiden und flachen Pollinien sind direkt am Corpusculum angesetzt und werden 0,2 bis 0,3 Millimeter lang.
Die spindelförmigen und mit einem Schnabel versehenen Früchte stehen einzeln. Sie haben eine glatte, kahle Oberfläche und sind manchmal mit einem Kiel versehen. Der ellipsoide bis eiförmige Samen ist gelegentlich geflügelt.

## Verbreitung und Systematik
Die sechs Arten kommen aus dem Süden von Afrika.
Die Erstbeschreibung der Gattung Fockea erfolgte 1839 durch Stephan Ladislaus Endlicher.
Die Gattung umfasst folgende Arten:
- Fockea angustifolia K.Schum.
- Fockea capensis Endl.
- Fockea comaru N.E.Br.
- Fockea edulis (Thunb.) K.Schum.
- Fockea multiflora K.Schum.
- Fockea sinuata Druce